# Smederevo (općina)
Smederevo (općina) (ćirilično: Општина Смедерево) je općina u Podunavskom okrugu u Srbiji. Središte općine je grad Smederevo.

## Stanovništvo
Prema popisu stanovništva iz 2002. godine općina je imala 109.809 stanovnika. Po podacima iz 2004. godine prirodni priraštaj je iznosio -1,7 ‰. U općini se nalazi 33 osnovne i 3 srednje škole.

## Administrativna podjela
- Smederevo
  - gradske mjesne zajednice
    - MZ Donji Grad
    - MZ Slavija
    - MZ Zlatno Brdo
    - MZ Ladna Voda
    - MZ Sveti Sava
    - MZ Plavinac
    - MZ Karađorđev Dud
    - MZ Papazovac
    - MZ Carina
    - MZ Leštar
    - MZ 25. Maj

  - prigradska naselja
    - Vučak
    - Lipe
    - Petrijevo
    - Radinac
    - Seone
    - Udovice
    - Šalinac

- Seoska naselja
  - Badljevica
  - Binovac
  - Vodanj
  - Vranovo
  - Vrbovac
  - Dobri Do
  - Drugovac
  - Kolari
  - Landol
  - Lugavčina
  - Lunjevac
  - Mala Krsna
  - Malo Orašje
  - Mihajlovac
  - Osipaonica
  - Ralja
  - Saraorci
  - Skobalj
  - Suvodol